# Riaba ma poule
Pour les articles homonymes, voir Ryaba la Poule.
Pour plus de détails, voir Fiche technique et Distribution.
Riaba ma poule (Курочка Ряба) est un film du cinéaste russe Andreï Kontchalovski, sorti sur les écrans en 1994. Ce film est une suite satirique du film Le Bonheur d'Assia. Il fut présenté au Festival de Cannes en 1994.

## Synopsis
L'histoire se passe trente ans après le Bonheur d'Assia, au fond de la campagne russe, et décrit la vie d'un village soumis à des influences contraires, après la Perestroïka. Assia, élevée dans l'idéal du socialisme soviétique, se sent étrangère au monde qui l'entoure. Elle converse avec ses poules. Riaba, l'une d'entre elles, est une poule aux œufs d'or. 
À côté, un riche fermier, archétype du nouveau capitalisme, donne du travail aux gens du village qui tente de sortir de sa léthargie. Il plait depuis longtemps à Assia, mais leur différence sociale est un obstacle...

## Fiche technique
- Titre : Riaba ma poule
- Titre original : Курочка Ряба
- Réalisation : Andreï Kontchalovski
- Scénario : Viktor Merejko, Andreï Kontchalovski
- Direction artistique : Leonid  Platov (ru), Andrei Platov
- Photographie : Evgueni Gouslinski
- Compositeur : Boris Bazourov (ru)
- Montage : Elena Gagarina
- Costumes : Natalia Firsova
- Production : Nikolaï Garo (ru), Daniel Delume
- Société de production : Paramedia Studios
- Pays d'origine :  Russie,  France
- Langue : russe
- Format : 35 mm - 1.37 : 1 - couleur
- Durée : 118 minutes
- Date de sortie : 1994

## Distribution
- Inna Tchourikova : Assia Kliatchina
- Viktor Mikhaïlov : Vassili Nikititch
- Alexandre Sirine : Stepan, le mari d'Assia
- Guennadi Egorytchev : Tchirkounov
- Guennadi Nazarov : Serioja
- Mikhaïl Kononov : le Père Nicodème
- Lioubov Sokolova : Maria

Et les habitants du village de Bezvodnoïé.